# Peter Lamont
Pour les articles homonymes, voir Lamont.
Peter Lamont, né le 12 novembre 1929 et mort, le 18 décembre 2020, est un chef décorateur et directeur artistique anglais. Il est surtout célèbre pour avoir travaillé sur tous les James Bond à l'exception de James Bond 007 contre Dr No, Bons Baisers de Russie, Demain ne meurt jamais, Quantum of Solace, Skyfall et 007 Spectre. En soixante ans de carrière, il a été nommé à trois reprises aux Oscars pour son travail sur Un violon sur le toit (1971), L'Espion qui m'aimait (1977) et Aliens, le retour (1986). Il a finalement remporté cette même récompense en 1997 pour Titanic de James Cameron.

## Filmographie
- 1974 : The Dove de Charles Jarrott